# 大衆党
大衆党（たいしゅうとう พรรคมหาชน）はタイ王国の政党の一つ。2003年7月に民主党から分裂し成立した。一部メディアでは民衆党、マハーチョン党、公衆党とも。以前の民主党政権時代に副首相であったサナン・カチョンプラーサートやアネーク・ラオタンマラットによって創設。同年7月19日に発表された党の方針では、国立の教育機関の授業料無料、保険制度の拡充などの社会福祉政策に重点を置き、その他、地方分権、議員定数削減などの方針を掲げる。タイの政党の中では比較的左派と見られているが、逆にそのことやサナンへの公職追放判決が災いして党勢を伸ばしきれず、05年の下院総選挙では2議席にとどまった。07年の総選挙では主要メンバーが離脱したため、ゼロ議席に終わった。11年の総選挙ではやや党勢を復調させ、1議席を獲得した。